# Mistrzostwa Świata w Saneczkarstwie na Torach Naturalnych 2015
20. Mistrzostwa świata w saneczkarstwie na torach naturalnych 2015 odbyły się w dniach 15 - 18 stycznia w austriackim Sankt Sebastian. Rozegrane zostały trzy konkurencje: jedynki kobiet, jedynki mężczyzn oraz dwójki mężczyzn. W jedynkach mężczyzn i kobiet do końcowego rezultatu liczyła się suma czasów z trzech zjazdów, zaś w konkurencji dwójek męskich z dwóch zjazdów.

## Terminarz
| Data             | Miejscowość     | Konkurencja      | Złoto                                   | Srebro                                   | Brąz                                  |
| ---------------- | --------------- | ---------------- | --------------------------------------- | ---------------------------------------- | ------------------------------------- |
| 18 stycznia 2015 | Sankt Sebastian | Jedynki mężczyzn | Patrick Pigneter                        | Alex Gruber                              | Floria Breitenberger                  |
| 16 stycznia 2015 | Sankt Sebastian | Dwójki mężczyzn  | Włochy Patrick Pigneter · Florian Clara | Austria Rupert Brüggler · Tobias Angerer | Rosja Paweł Porszniew · Iwan Łazariew |
| 18 stycznia 2015 | Sankt Sebastian | Jedynki kobiet   | Evelin Lanthaler                        | Jekatierina Ławrientjewa                 | Greta Pinggera                        |
| -- stycznia 2015 | Sankt Sebastian | Drużynowe        | Zawody odwołane                         | Zawody odwołane                          | Zawody odwołane                       |

## Wyniki

### Jedynki kobiet
- Data / Początek: 18 stycznia 2015

| Medal | Zawodniczka              | Narodowość | 1. zjazd | 2. zjazd | 3. zjazd | Czas    | Strata |
| ----- | ------------------------ | ---------- | -------- | -------- | -------- | ------- | ------ |
|       | Evelin Lanthaler         | Włochy     | 1:15,54  | 1:13,97  | 1:13,84  | 3:43,35 |        |
|       | Jekatierina Ławrientjewa | Rosja      | 1:15,92  | 1:14,63  | 1:13,53  | 3:44,08 | +0,73  |
|       | Greta Pinggera           | Włochy     | 1:15,73  | 1:14,72  | 1:13,90  | 3:44,35 | +1,00  |
| 4.    | Sara Bachmann            | Włochy     | 1:16,40  | 1:15,90  | 1:15,38  | 3:47,68 | +4,33  |
| 5.    | Tina Unterberger         | Austria    | 1:17,44  | 1:16,03  | 1:15,12  | 3:48,59 | +5,24  |
| 6.    | Theresa Maurer           | Niemcy     | 1:16,78  | 1:15,69  | 1:16,32  | 3:48,79 | +5,44  |
| 7.    | Christina Goetschl       | Austria    | 1:17,65  | 1:16,20  | 1:15,49  | 3:49,34 | +5,99  |
| 8.    | Svetlana Zaravina        | Rosja      | 1:17,91  | 1:16,50  | 1:15,87  | 3:50,28 | +6,93  |
| 9.    | Michaela Maurer          | Niemcy     | 1:17,54  | 1:16,51  | 1:16,34  | 3:50,39 | +7,04  |
| 10.   | Michelle Diepold         | Austria    | 1:18,07  | 1:17,20  | 1:15,18  | 3:50,45 | +7,10  |

### Jedynki mężczyzn
- Data / Początek: 18 stycznia 2015

| Medal | Zawodnik              | Narodowość | 1. zjazd | 2. zjazd | 3. zjazd | Czas    | Strata |
| ----- | --------------------- | ---------- | -------- | -------- | -------- | ------- | ------ |
|       | Patrick Pigneter      | Włochy     | 1:10,45  | 1:13,46  | 1:11,97  | 3:35,88 |        |
|       | Alex Gruber           | Włochy     | 1:10,67  | 1:13,47  | 1:12,35  | 3:36,49 | +0,61  |
|       | Florian Breitenberger | Włochy     | 1:10,89  | 1:13,48  | 1:12,56  | 3:36,93 | +1,05  |
| 4.    | Thomas Kammerlander   | Austria    | 1:10,97  | 1:14,15  | 1:12,55  | 3:37,67 | +1,79  |
| 5.    | Michael Scheikl       | Austria    | 1:11,29  | 1:14,06  | 1:12,43  | 3:37,78 | +1,90  |
| 6.    | Florian Clara         | Włochy     | 1:10,84  | 1:14,42  | 1:12,54  | 3:37,80 | +1,92  |
| 7.    | Anton Blasbichler     | Włochy     | 1:11,26  | 1:14,06  | 1:12,70  | 3:38,02 | +2,14  |
| 8.    | Florian Glatzl        | Austria    | 1:11,79  | 1:14,71  | 1:13,34  | 3:39,84 | +3,96  |
| 9.    | Stanisław Kowszik     | Rosja      | 1:11,69  | 1:15,51  | 1:12,85  | 3:40,05 | +4,17  |
| 10.   | Bernd Neurauter       | Austria    | 1:11,89  | 1:15,73  | 1:13,45  | 3:41,07 | +5,19  |
| . . . |                       |            |          |          |          |         |        |
| 15.   | Adam Jędrzejko        | Polska     | 1:12,60  | 1:18,61  | 1:14,99  | 3:46,20 | +10,32 |
| 19.   | Damian Waniczek       | Polska     | 1:15,04  | 1:19,59  | 1:15,96  | 3:50,59 | +14,71 |
| 28.   | Andrzej Laszczak      | Polska     | 1:19,04  | 1:21,43  | 1:18,72  | 3:59,19 | +23,31 |

### Dwójki mężczyzn
- Data / Początek: 16 stycznia 2015

| Medal | Zawodnicy                                 | Narodowość | 1. zjazd | 2. zjazd | Czas    | Strata |
| ----- | ----------------------------------------- | ---------- | -------- | -------- | ------- | ------ |
|       | Patrick Pigneter Florian Clara            | Włochy     | 1:14,36  | 1:15,17  | 2:29,53 |        |
|       | Rupert Brüggler Tobias Angerer            | Austria    | 1:15,93  | 1:16,56  | 2:32,49 | +2,96  |
|       | Paweł Porszniew Iwan Łazariew             | Rosja      | 1:16,58  | 1:15,99  | 2:32,57 | +3,04  |
| 4.    | Christoph Regensburger Dominik Holzknecht | Austria    | 1:15,92  | 1:16,94  | 2:32,86 | +3,33  |
| 5.    | Aleksander Egorow Petr Popow              | Rosja      | 1:16,86  | 1:16,30  | 2:33,16 | +3,63  |
| 6.    | Paweł Silin Iwan Rodin                    | Rosja      | 1:17,07  | 1:17,41  | 2:34,48 | +4,95  |
| 7.    | Andrzej Laszczak Damian Waniczek          | Polska     | 1:17,84  | 1:18,21  | 2:36,05 | +6,52  |
| 8.    | Christoph Knauder Thomas Kanuder          | Austria    | 1:17,70  | 1:19,13  | 2:36,83 | +7,30  |
| 9.    | Petar Sawow Antoni Stoiczkow              | Bułgaria   | 1:21,16  | 1:19,81  | 2:40,97 | +11,44 |
| 10.   | Tadej Dragičević Petra Dragičević         | Słowenia   | 1:22,16  | 1:20,25  | 2:42,41 | +12,88 |

## Klasyfikacja medalowa
| Miejsce | Państwo | złoto | srebro | brąz | Razem |
| ------- | ------- | ----- | ------ | ---- | ----- |
| 1.      | Włochy  | 3     | 1      | 2    | 6     |
| 2.      | Rosja   | 0     | 1      | 1    | 2     |
| 3.      | Austria | 0     | 1      | 0    | 1     |